# Алая буква (фильм, 1911)
«Алая буква» (англ. The Scarlet Letter) — американский короткометражный драматический фильм режиссёров Джозефа В. Смайли и Джорджа Лоана Такера.

## Сюжет
Эстер Прин решила присоединиться к колонистам в Салеме и покинула Голландию. Роджер, её супруг, следует за ней в новый свет, но после прибытия в Новую Англию оказывается в плену индейцев.

## В ролях
| Актёр                     | Роль       |
| ------------------------- | ---------- |
| Кинг Баггот               |            |
| Люсиль Янг                | Эстер Прин |
| Уильям Роберт Дэйли       | Роджер     |
| Анита Хендри              |            |
| Роберт З. Леонард         |            |
| Джозеф Фаррелл Макдональд |            |